# 모리셔스 달러
모리셔스 달러는 1877년까지 모리셔스의 통화였다. 처음에는 스페인 달러 (Spanish dollar)의 지폐와 1820년대에 발행되던 새 동전(엥커 주조 화폐 (Anchor coinage) 참조)으로 구성되어 있었다. 1 모리셔스 달러는 처음에는 2 인도 루피의 가치로 고정되다가, 이후에 4 실링 스털링으로 고정되었다. 프랑스 식민지 리브르 (French colonial livre)의 사용이 계속되었기 때문에 1822년 25, 50 수 (sou) 동전도 발행되었다.
모리셔스 달러는 스털링화, 인도 루피와 함께 유통되었다. 비공식적 환율로 1 모리셔스 달러는 2 루피였다. 이 비공식 환율은, 결과적으로 잠시 루피를 과대평가하기도 했다.
1877년, 모리셔스 루피가 도입되었다. 모리셔스 루피는 모리셔스 달러를 2 모리셔스 루피 = 1 모리셔스 달러의 비율로 대체하였다.